# Éternité
Pour les articles homonymes, voir Éternité (homonymie).
 (septembre 2010).
Si vous disposez d'ouvrages ou d'articles de référence ou si vous connaissez des sites web de qualité traitant du thème abordé ici, merci de compléter l'article en donnant les références utiles à sa vérifiabilité et en les liant à la section « Notes et références ».

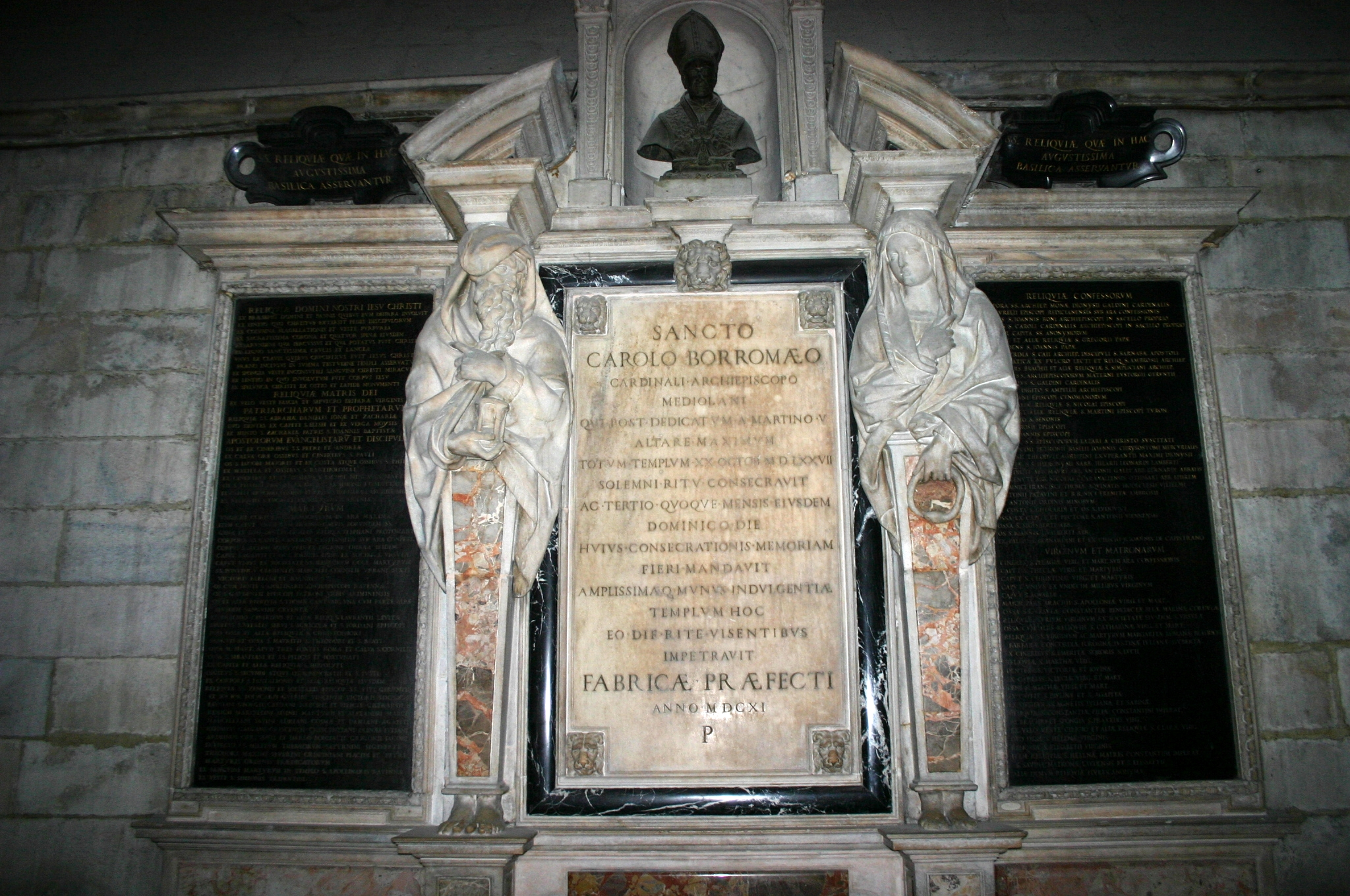
Monument à Charles Borromée dans la cathédrale de Milan (Italie). Une plaque latine de 1611 mentionne deux allégories de Pietro Daverio, qui représentent le "temps" et l'"éternité".

L’éternité est un état indépendant du temps et n’ayant ni début, ni fin.

## L'éternité dans la philosophie
Dans les Définitions de Platon, le platonisme donne cette définition de l’Éternel : « Ce qui existe de tout temps, aussi bien autrefois que maintenant, sans être détruit ». Platon, dans le Timée, parle des Idées éternelles, ni changeantes ni mouvantes, et qui s’appliquent aux formes intelligibles (sans origine) autant à Dieu qu’aux hommes, fabriquées dans le temps par le démiurge[source insuffisante] (qui ont une origine). Selon Aristote, Platon admettait l’éternité du mouvement.
Dans son vocabulaire de la philosophie, Lalande donne deux sens au mot éternité.
1. Durée indéfinie.
2. Caractère de ce qui est en dehors du temps.

## Éternité linéaire ou cyclique

### Éternel retour
(août 2017).
La conséquence d’un modèle cyclique de l’univers est ce qu’on a nommé l’éternel retour du même, qui est un aspect de l’éternité. Il a été développé dans de nombreuses philosophies antiques, notamment les stoïciens, qui le tenaient des mésopotamiens.
Dans cette conception, se succèdent une destruction de notre monde (ekpurosis) suivi de sa renaissance à l’identique, et cela éternellement renouvelé.
La description en est donnée par Nemesius dans son livre De la nature de l’homme. (Chapitre 38. De la manière dont Platon entend la fatalité.)
Plus récemment, Friedrich Nietzsche en fut l’un des plus illustres défenseurs, encore qu’il n’est pas certain qu’il y ait réellement cru.
On a proposé une preuve ontologique de l’éternel retour,.
Elle commence par énoncer que la réalité actuelle existe puisque « je la constate », à la façon du fameux cogito ergo sum cartésien.
Or elle ne peut que s’inscrire dans un temps infini en durée. En effet ce qui viendrait limiter le temps serait encore une réalité, laquelle à son tour ne pourrait que s’inscrire dans un temps infini, et ainsi de suite.

### Éternité cyclique: une résurrection permanente
Mais le modèle cyclique ne mènerait pas nécessairement à un éternel retour du même. Ainsi la pensée chrétienne professe une résurrection permanente[réf. souhaitée], qui serait le meilleur moyen de ne pas dégénérer, de renouveler l’espoir. Une éternité cyclique ne signifie pas que la même chose se reproduit sans cesse. Elle sous-entend au contraire un dynamisme, un changement et à ce titre l’analogie avec une roue qui tourne : d’une part, la route n’est jamais vraiment la même au fur et à mesure qu’on avance et d’autre part, le cycle évolue en fonction du trajet parcouru (en s’usant ou se bonifiant selon les améliorations réussies).
Une idée métaphysique, un concept transcendant comme celui d’éternité est donc un soutien dans la vie physique, phénoménale au sens kantien. L’éternité a une fonction éthique. Cette idée joue le rôle d’une balise.

## L’éternité dans le christianisme
Dans le langage religieux, en tout cas chrétien, il s’agit d’une soustraction à l’emprise du temps. À ce titre, elle n’a ni commencement ni fin, ces termes n’y ayant pas même de sens.
Elle est donc à distinguer de l’immortalité, qui a un début et pas de fin.
Thomas d'Aquin distingue dans la Somme théologique quelque chose qui est distinct de l'éternité comme de l'immortalité, et qu'il nomme l'aevum :
« le temps comporte l’avant et l’après (NDR : la fameuse fin des temps) ; l’aevum n’a pas d’avant et d’après, mais l’avant et l’après peuvent l’accompagner ; enfin l’éternité n’a pas l’avant et l’après et ne les admet en aucune manière. » L'aevum est le « temps » intermédiaire entre éternité et temps commun, « infini en ce sens qu’il n’est pas épuisé par le temps » de ceux qui « participent plus largement à l’éternité de Dieu, étant exempts de toute mutabilité selon l’être et, en outre, selon l’opération, comme les anges et les bienheureux qui jouissent du Verbe », de « ceux qui participent de l’éternité par la contemplation de Dieu ».
Dieu est alors dans l'éternité, ses créatures (anges et bienheureux) dans l'aevum et le monde matériel dans le temps.
Dans la religion catholique, en particulier chez les docteurs de l'Église comme Augustin et Thomas d'Aquin, le temps est une création de Dieu au même titre que l'espace, et est lié à ce dernier. L'éternité n'est pas un lieu, mais plutôt un état, ou mieux encore un éternel présent. Elle n'est pas une froide solitude, mais la joie d'être en présence de Dieu, une plénitude de vie.
Dieu est dit éternel puisque son existence [ou mieux : son être]  n'a pas de commencement. À la suite de la Bible d'Olivétan, la plupart des bibles protestantes appellent Dieu : l'Éternel. Ce mot permet de traduire la réponse de YHWH à Moïse : « Je suis celui qui est », c'est-à-dire la plénitude d'être, donc sans commencement ni fin.

## L'éternité dans la littérature
- Pour Renan et dans cette acception : « L’homme peut vivre sans croire à l’éternité; mais il faut qu’on y croie pour lui et autour de lui. »
- Le poème d'Arthur Rimbaud intitulé « L'Éternité » (mai 1872) contient ce quatrain :

"Elle est retrouvée.
Quoi ? - L'Éternité.
C'est la mer allée
Avec le soleil."
- Ce quatrain a inspiré le titre d'un livre de Marguerite Yourcenar : Quoi ? L'éternité (Le Labyrinthe du monde, III, 1988)
- Historia de la eternidad (Histoire de l’éternité, 1936) est le titre d'un essai de Jorge Luis Borges.
- En 1965, Isaac Asimov a intitulé son roman de science-fiction traitant du voyage temporel La fin de l’éternité.
- L'Éternité est également le titre du roman de science-fiction de Greg Bear qui succéda au roman Éon (du latin aeon), nom donné à des entités abstraites et éternelles, du grec aiôn : « vie, éternité, entité divine »
- Dans son poème « Poussière » (Alidades, Evian, 2008), Carlo Bordini écrit :

"Il est beau de ne pas savoir. Ne pas savoir, par exemple,
combien je vivrai,
ou combien vivra la terre.
Cette suspension
remplace l'éternité."

## L’éternité dans le langage courant
Par extension de sens, le mot est utilisé dans le langage courant pour désigner une quantité de temps infinie (ou énorme) et généralement future. Dans un langage familier, on l'emploie pour exagérer quelque chose qui paraît interminable, comme dans l’expression « Cette conférence dure une éternité ! », ou une durée passée qui paraît très longue, comme dans l’expression « Cela fait une éternité que je ne t’ai pas vu ! ».
La phrase « L'éternité c'est long, surtout vers la fin » a été reprise par Woody Allen et aurait été formulée en premier lieu par Franz Kafka. Dès 1960, elle est attribuée à Kafka dans l'ouvrage De quoi rire ? (tome 1) d'Honoré Bostel, tandis qu'elle est signée Robert Beauvais, dans Le Grand Dictionnaire des mots d'esprit de Raymond Castans.